# Hallmarkt

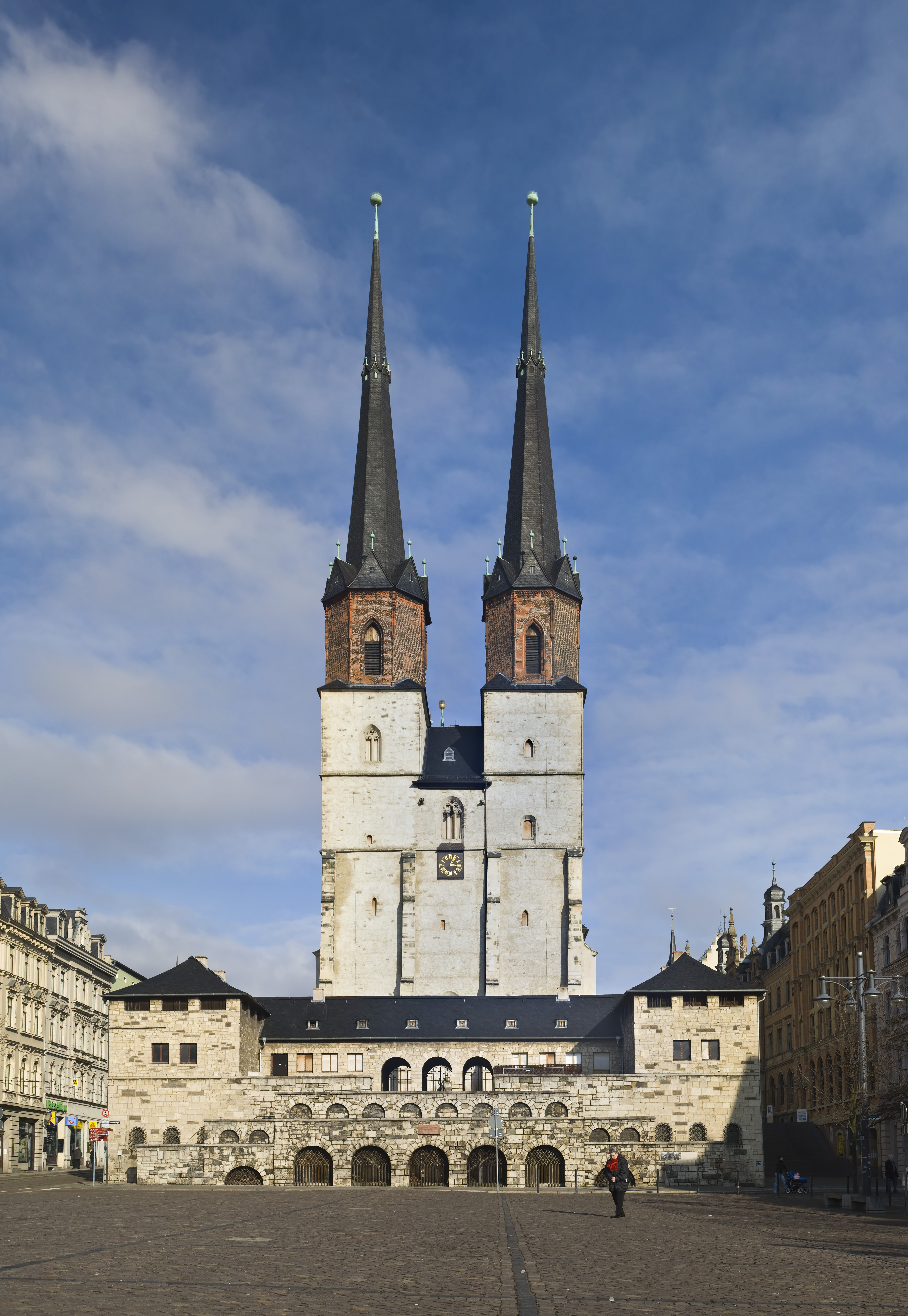
Ostseite des Hallmarktes mit Umspannwerk und Marktkirche

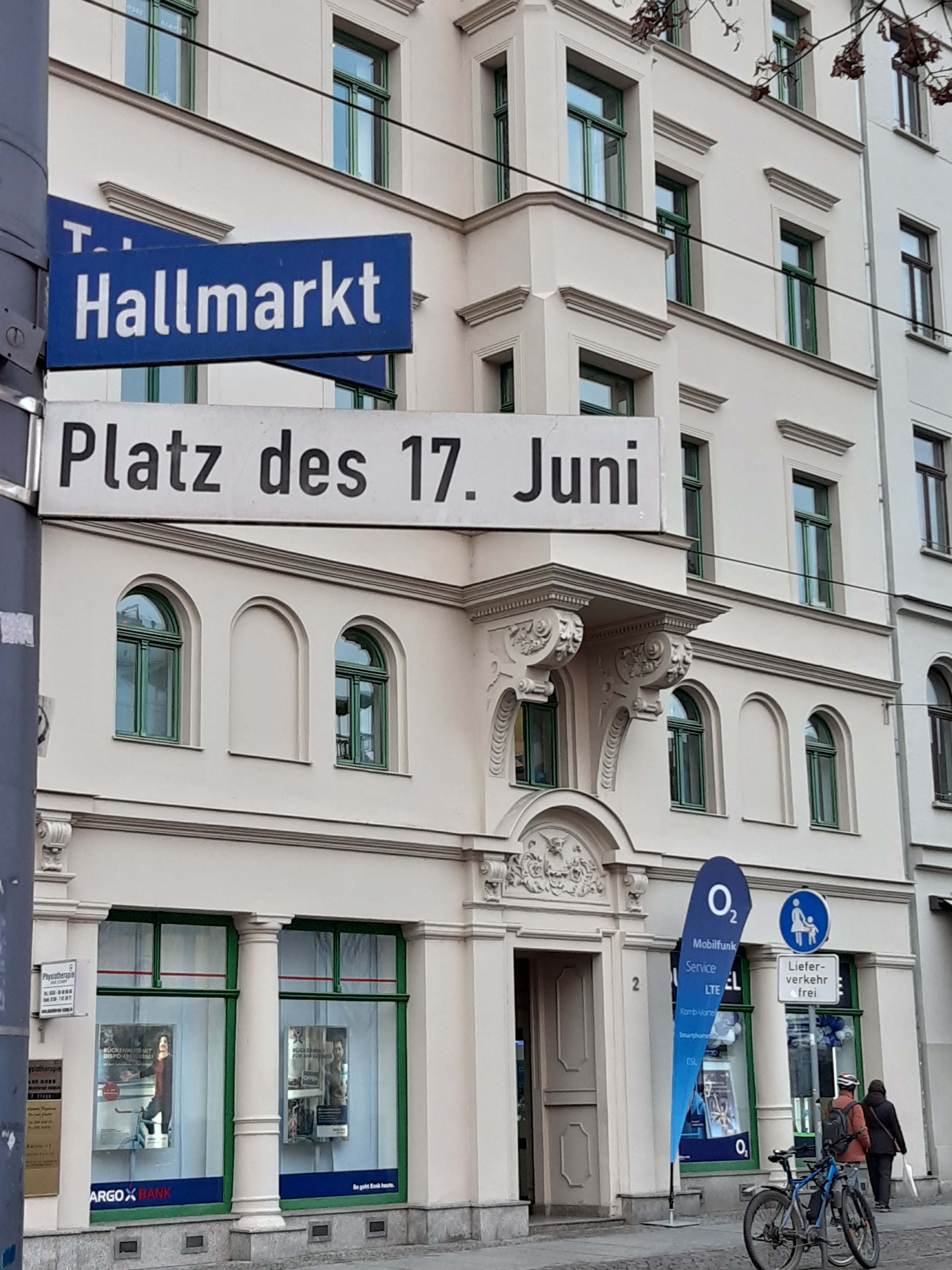

Der Hallmarkt in Halle (Saale) ist einer der mittelalterlichen Siedlungskerne der Stadt, Zentrum der Salzgewinnung und ist heute eine gründerzeitliche Platzanlage. Der Platz liegt im Westen des Stadtzentrums zwischen Marktplatz und der heute überbauten Gerbersaale, einem Seitenarm der Saale.

## Geschichte
Über Jahrhunderte war das Areal des heutigen Platzes das Zentrum der halleschen Salzgewinnung und -verarbeitung. Aus vier Brunnen (Deutscher Born, Hackeborn, Meteritz- und Gutjahrbrunnen) in der Umgebung wurde Sole gefördert und in den Siedehütten (Salzkoten) zu Salz verarbeitet. Das auch als Thal bezeichnete Areal besaß eine eigene Verwaltung und Gerichtsbarkeit, die sich im 1464 errichteten und 1881 abgetragenen Thalamt am Hallmarkt befand. Teile der Inneneinrichtung (zwei Zimmer von 1594 und 1616) befinden sich heute in der Moritzburg, in der eine Replik des Gebäudes errichtet wurde. Die Siedehütten waren im Wesentlichen einfache Fachwerkgebäude, die bis ca. 1790 chaotisch das Gebiet bestanden. Dann wurden die Siedehütten abgetragen und durch zwei größere Siedehäuser der Pfännerschaft ersetzt. 1869 stellte die pfännerschaftliche Saline den Betrieb ein. Die Salzgewinnung war auf die königlich-preußische Saline auf der Salinehalbinsel übergegangen. Die Stadt erwarb das Gelände und begann durch Überbauung der Gerbersaale und Abbruch der westlich das Areal begrenzenden Stadtmauer mit den Vorbereitungen für die Anlage des heutigen Platzes.
Beim Volksaufstand in der DDR war die Stadt Halle eines der Zentren der Unruhen. Mehrere tausend Bürger, die sich auf dem Hallmarkt versammelt hatten, um für freie Wahlen und gerechtere Löhne zu demonstrieren, wurden unter Einsatz sowjetischer Panzer auseinandergetrieben. Zur Erinnerung an diesen Tag trägt der Hallmarkt seit 2003 den Namenszusatz „Platz des 17. Juni“.

## Bebauung

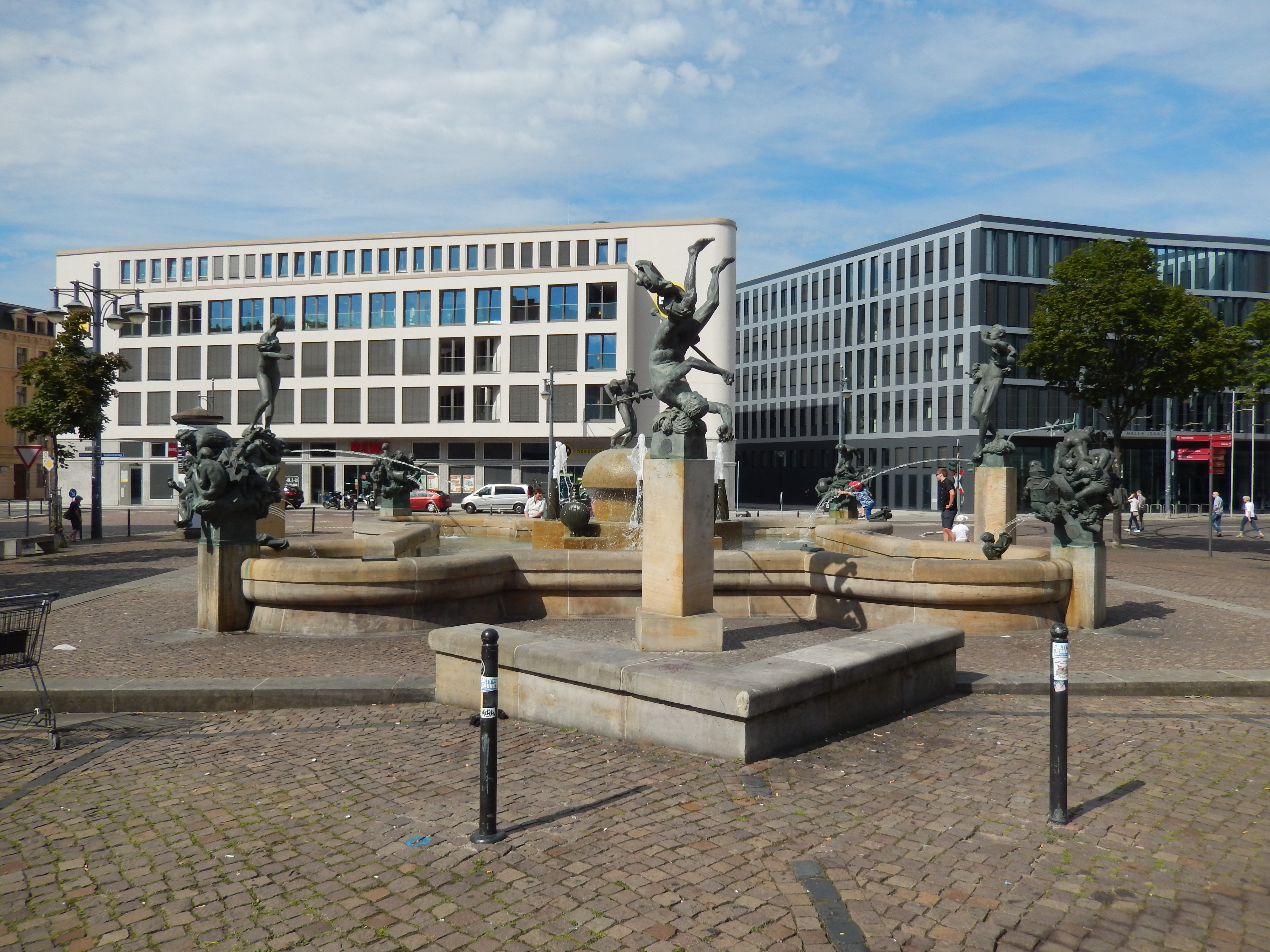
Westseite mit Göbelbrunnen, Finanzamt (rechts) und Geschäftshaus (links)

Im Norden und Süden wird der Platz von gründerzeitlicher Blockrandbebauung begrenzt, die zwischen 1885 und 1910 entstand. Im Süden steht die 1905 als Lesehalle erbaute heutige Stadtbibliothek. Im Osten bildet ein von Wilhelm Jost 1924 in neoromanischem Stil geschaffenes Umspannwerk den Platzrand, das architektonisch an ein römisches Kastell erinnert und den Höhenunterschied zwischen dem Hallmarkt und dem höher gelegenen Hauptmarkt überbrückt. Das Umspannwerk wurde zweigeschossig auf einem H-förmigen Grundriss mit integrierter Treppenanlage errichtet. Im Untergeschoss befanden sich die technischen Anlagen, im Obergeschoss Wohnungen für Bedienstete. Nach baulicher Sanierung wird das Umspannwerk seit 2011 durch ein Lebensmittelgeschäft (Untergeschoss) und ein Restaurant genutzt. Das Gebäude steht zu Füßen der sogenannten Blauen Spitzen, des westlichen Turmpaares der Marktkirche Unser Lieben Frauen. Auf die Kirche ist der Platz axial ausgerichtet. Im Westen des Platzes befindet sich ein Brunnen des Bildhauers Bernd Göbel, der sich durch seinen Figurenreichtum mit vielen Bezügen zur halleschen Stadtgeschichte auszeichnet.
Westlich des Hallmarktes schloss sich eine große Baugrube an. Diese entstand im Zuge der Neubebauung des zwischen Hallmarkt und dem Saalearm Mühlgraben gelegenen Gebietes („Spitze“) in der Endphase der DDR, die dort ähnlich dem Kulturpalast in Dresden eine Mehrzweckhalle errichten wollte. Pläne nach 1990, die Lücke durch den Bau eines Warenhauses oder die Errichtung des neuen geisteswissenschaftlichen Zentrums der Universität zu schließen, sind wiederholt verworfen worden. Im Januar 2014 erteilte der Landtag des Landes Sachsen-Anhalt den Zuschlag für den Neubau des Finanzamtes Halle an den Eigentümer des Baulochs an der Spitze, die Günter Papenburg AG. Im Jahr 2016 wurde das Finanzamt fertiggestellt und im Juni 2017 ein links daneben erbautes Geschäftshaus eingeweiht, in dem der Hauptmieter ein B&B Hotel mit 102 Zimmern ist. Mit diesen beiden Bauten ist der Hallmarkt auch auf seiner westlichen Seite wieder geschlossen.